# Elimia impressa
Elimia impressa är en snäckart som först beskrevs av I. Lea 1841.  Elimia impressa ingår i släktet Elimia och familjen Pleuroceridae. IUCN kategoriserar arten globalt som utdöd. Inga underarter finns listade i Catalogue of Life.